# Foster-Gletscher
Der Foster-Gletscher ist ein Gletscher im ostantarktischen Viktorialand. In der Royal Society Range fließt er 6 km südlich des Mount Kempe in südöstlicher Richtung zum Koettlitz-Gletscher.
Das Advisory Committee on Antarctic Names benannte ihn 1963 nach Major James Foster vom United States Marine Corps, assistierender Luftoperationsoffizier der Task Force 43 der United States Navy in Antarktika im Jahr 1960.